# Tajemniczy ogród
Tajemniczy ogród (ang. The Secret Garden) – powieść dla dzieci autorstwa Frances Hodgson Burnett, po raz pierwszy opublikowana w 1911 roku. Przed wydaniem publikowana w odcinkach w The American Magazine.
Sielankowa opowieść o samouzdrowieniu jest współcześnie uważana za najlepszą powieść tej autorki i zaliczana do klasyki literatury dziecięcej.
Prócz warstwy obyczajowej, książka daje też wyraz przekonaniu o uzdrowicielskiej, wręcz mistycznej sile natury. Ludzie pozostający w silnym z nią związku są zdrowi i mocni (także moralnie), czego przykładem jest Dickon Sowerby, owo „dziecko natury". Ozdrowieńczego jej oddziaływania doświadczają także inni jej bohaterowie: Mary Lennox, oderwana od angielskich korzeni, jest brzydka – zmienia się to po powrocie do ojczyzny i poddaniu się mocy przyrody. W tej tezie widoczne są wpływy Stowarzyszenia Chrześcijańskiej Nauki, z którym Frances Hodgson Burnett była związana. 

## Tytuł
Tajemniczy ogród to zapomniany, zamknięty od 10 lat i otoczony murem zakątek wielkiego parku otaczającego posiadłość wujka Mary,  Archibalda Cravena. Mimo zaniedbania i braku opieki, wciąż rosną w nim róże i inne wrażliwe, wymagające pielęgnacji kwiaty. Natura pokazuje swoją siłę, wystarczy odrobina starań, by rozkwitła pełnym blaskiem. Widoczne jest tu porównanie do sytuacji Mary – dziecka zaniedbanego pod względem rozwoju psychicznego i społecznego, które jednak, przy odrobinie poświęconej mu uwagi, potrafi zmienić się w osobę pełną radości życia.

## Treść
Główną bohaterką powieści jest Mary Lennox, która przyszła na świat w Indiach. Jej ojciec był wysokim urzędnikiem administracji kolonialnej, matka zajmowała się głównie życiem towarzyskim: balami i spotkaniami. Wychowywanie córeczki pozostawiali hinduskiej niańce (Ayah). Pozbawiona rodzicielskiej opieki Mary terroryzowała służbę, była dzieckiem chorowitym, niegrzecznym i niemiłym. Gdy miała dziewieć lat, jej rodzice zmarli podczas epidemii cholery. Opiekę nad nią przejął wuj Archibald Craven. Dziewczynka pojechała do Anglii, do hrabstwa Yorkshire do położonej na wrzosowiskach posiadłości wuja. Jednak i tu zdaje się pozostawiona sama sobie – wuj w domu nie mieszka, a gospodyni od razu oznajmia, że nie ma obowiązku zajmowania się nią, poza zaspokajaniem podstawowych potrzeb.
Nieumiejąca nawiązać właściwych kontaktów z otoczeniem Mary początkowo w dalszym ciągu jest niemiła w stosunku do służby wuja, lekceważąc ją i usiłując wymóc takie traktowanie siebie, do jakiego przywykła w Indiach. Jej stosunek zaczyna się zmieniać pod wpływem prostodusznej, sympatycznej i  współczującej Mary, młodej służącej Marty, która, sama mając liczne rodzeństwo, potrafi zrozumieć potrzeby dziecka. Dużą rolę odgrywa też budzenie się zainteresowania przyrodą i ruch na świeżym powietrzu w wielkim ogrodzie otaczającym pałac Cravena. Mary spotyka tam ogrodnika Bena Weatherstaffa, ponurego milczka, w którym czuje pokrewną duszę.
Pałacowe tereny kryją tajemnicę – otoczony wysokim murem, zamknięty ogród. Mary przypadkowo odnajduje do niego klucz, obserwując małego ptaszka z czerwonym brzuszkiem (w oryginale robin – rudzik, w przekładzie Jadwigi Włodarkiewiczowej i niektórych innych polskich opracowaniach, w tym w tłumaczeniu filmu Tajemniczy ogród Agnieszki Holland – gil). Ten skryty przed ludźmi zakątek zaczyna uważać za swoje królestwo. Ale tajemnicę kryje też wielki dom – dziewczynka słyszy w nocy czyjś płacz, a domownicy zbywają jej dociekania.
Mary poznaje Dicka Sowerby'ego, młodszego brata Marty – prostolinijnego, sympatycznego chłopca, opiekującego się porzuconymi i zranionymi dzikimi zwierzętami. Spokojny Dick, także zainteresowany przyrodą i mający dar oswajania zwierząt, staje się dla Mary wzorem do naśladowania. Prowadzi go do tajemniczego ogrodu i pokazuje, jak starała się pomóc budzącym się właśnie do życia roślinom.
Pewnej nocy Mary znów słyszy czyjś płacz. Tym razem nie daje za wygraną i odszukuje miejsce, z którego on dochodzi. Odnajduje rozhisteryzowanego chłopca i daremnie starających się go uspokoić służących. Colin Craven, syn jej wuja, jest nieruszającym się z łóżka, wydelikaconym hipochondrykiem, przez całe otoczenie utwierdzanym w przekonaniu o swojej słabości i chorobie. Dzieci zaprzyjaźniają się, Mary często odwiedza Colina. Pewnego dnia odnajduje go w stanie histerii. Rozzłoszczona i ona daje popis swoich możliwości. Jej reakcja – burzliwa kłótnia z chłopcem – daje efekt lepszy niż delikatność dorosłych. Colin jest przekonany, że rośnie mu garb. Stanowcze zapewnienie Mary, że nic takiego nie widzi, uspokaja go.
Mary, pomna własnych doświadczeń, przekonuje Colina, by i on skorzystał z dobroczynnej mocy natury. Dzieci we trójkę odprawiają w tajemniczym ogrodzie wymyślone przez siebie rytuały, mające pomóc wyzdrowieć niebędącemu w stanie chodzić Colinowi. Podczas jednego z takich seansów przyłapuje ich ogrodnik Ben, przedostający się przez mur po drabinie. Rozmowa z młodym paniczem powoduje, że i on przyłącza się do „spisku". Okazuje się też, że tajemniczy ogród był ulubionym miejscem matki Colina i został zamknięty przez rozpaczającego po jej śmierci męża, a Ben mimo decyzji swego chlebodawcy stara się dbać o porastające go różane krzewy.
Podróżujący po Europie pan Craven doznaje anormalnego złudzenia z występującym głosem swojej zmarłej żony. Nieco później dostaje list od Susan Sowerby z prośbą o powrót do domu. Ulega mu i trafia akurat na moment, w którym jego chory, słaby syn, dziecko, do którego nie chciał się przywiązywać, by nie przeżyć jego przewidywanej utraty tak, jak śmierci żony, staje na nogi i idzie ku niemu. Dzięki mocy natury udaje się uzdrowić bohaterów książki i przywrócić rodzinne więzi.

## Analiza i interpretacja
Opowieść o przemianie jest wywyższeniem natury i jej wpływu na ludzkiego ducha.
Fizyczne i duchowe uzdrowienie, którego doświadczają w ogrodzie dzieci, znajduje odzwierciedlenie w porach roku: zimą Mary odkrywa ogród; wiosną dzieci rozpoczynają pracę, a latem w pełni zdrowieją; Archibald Craven powraca, aby jesienią odnaleźć swojego syna i ogród. Zainteresowanie Burnett teoriami chrześcijańskiej nauki i teozofii znajduje odzwierciedlenie w sposobie, w jaki dzieci są uzdrawiane: poprzez pozytywne myślenie.

## Przekłady

### Przekład na język polski
Książka doczekała się szeregu przekładów na język polski, z których większość powstała w XX wieku. Pierwszą tłumaczką była Jadwiga Włodarkiewiczowa. Jej przekład powstał natychmiast po oryginale (1914) i był wielokrotnie wznawiany zarówno przed II wojną światową, jak i później. Po upadku PRL książkę tłumaczyli również Zofia Siewak-Sojka (1995), Anna Staniewska (1995), Zbigniew Batko (1998), Paweł Beręsewicz (2009) oraz Saskia Milaneau de Longchamp (2011).

## Ekranizacje
Książka doczekała się wielu adaptacji na potrzeby kina i telewizji, pierwsza powstała w roku 1919, film uważa się za zagubiony. Wybrane ekranizacje:
| rok  | kraj produkcji                       | gatunek            | reżyseria         | Mary Lennox          | Colin Craven    | Archibald Craven | Pani Medlock   | imdb                                 | uwagi                                                                         |
| ---- | ------------------------------------ | ------------------ | ----------------- | -------------------- | --------------- | ---------------- | -------------- | ------------------------------------ | ----------------------------------------------------------------------------- |
| 1949 | USA                                  | film               | Fred M. Wilcox    | Margaret O’Brien     | Dean Stockwell  | Herbert Marshall | Norma Varden   | Film w bazie IMDb (ang.)             |                                                                               |
| 1960 | Wielka Brytania                      | serial telewizyjny | Dorothea Brooking | Gillian Ferguson     | Peter Hempson   | Frank Shelley    | Hilary Mason   | https://www.imdb.com/title/tt0392995 |                                                                               |
| 1975 | Wielka Brytania                      | serial telewizyjny | Dorothea Brooking | Sarah Hollis Andrews | David Patterson | John Woodnutt    | Hope Johnstone | https://www.imdb.com/title/tt0073675 |                                                                               |
| 1993 | Wielka Brytania, USA                 | film               | Agnieszka Holland | Kate Maberly         | Heydon Prowse   | John Lynch       | Maggie Smith   | https://www.imdb.com/title/tt0108071 | nominacja do nagród BAFTA dla najlepszej aktorki drugoplanowej (Maggie Smith) |
| 1994 | Wielka Brytania, USA                 | serial animowany   | Dave Edwards      | Anndi McAfee         | Richard Stuart  | Derek Jacobi     | Honor Blackman | https://www.imdb.com/title/tt0111105 | jest to pierwszy odcinek 15 sezonu serii ABC Weekend Specials (1977 - 1995)   |
| 2020 | Wielka Brytania, Francja, USA, Chiny | film               | Marc Munden       | Dixie Egerickx       | Edan Hayhurst   | Colin Firth      | Julie Walters  | https://www.imdb.com/title/tt2702920 |                                                                               |

Historia została także wykorzystana w musicalu na Broadwayu (w latach 1991–1993).